# 스타브로니키타 수도원

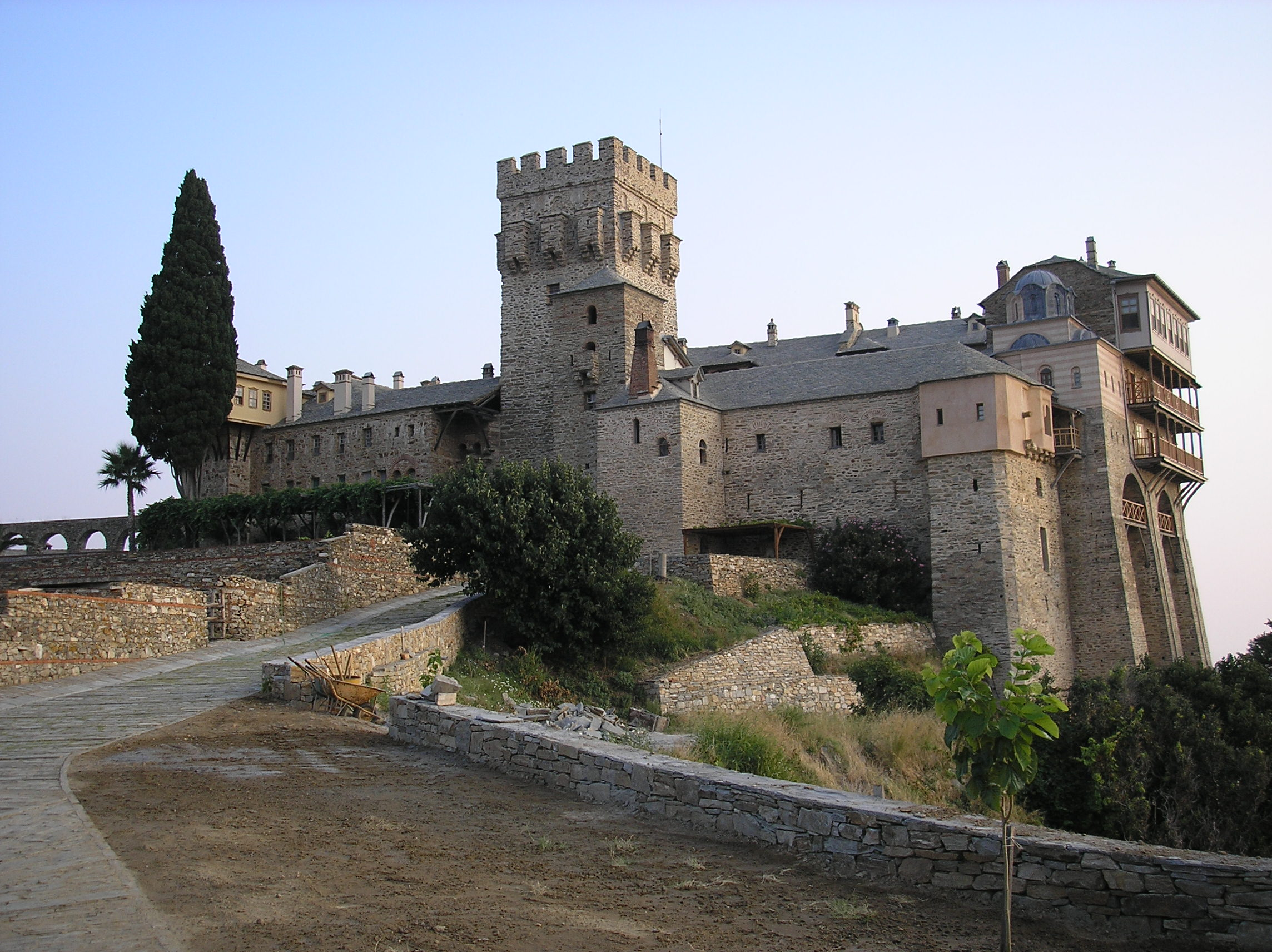
스타브로니키타 수도원, 동남쪽 전경

스타브로니키타 수도원(그리스어: Μονή Σταυρονικήτα)은 그리스 아토스산 수도원 주에 있는 동방정교회 수도원이며, 성 니콜라오스에 봉헌되었다. 이 수도원은 아토니테 반도의 중동부 연안 인근에 있는 한개의 바위 꼭대기에 건축되었으며, 이비론과 판토크라토로스 사이에 위치해 있다. 이 수도원이 건축된 부지는 이미 10세기에 아토니테 수사들에 의해 처음 사용되었다. 스타브로니키타는 1536년에 아토니테 수도원으로 공식적으로 축성된 마지막 수도원이며 현재 30 명에서 40 명의 수사들이 있다.

## 이름
이 수도원에 이름에 관해서 상호 모순되는 여러 전통들과 이야기들이 있다. 아토스산의 한 구전에 따르면, 그 이름은 수도원이 건축되기 전에 이 부지에 있던 두 개의 수도실들에 살았던 두 명의 수사들인 스타브로스와 니키타스의 이름의 조합이라고 한다. 또 다른 구전은 비잔티움 제국의 황제 요한네스 1세 치미스케스 통치 하에 복무하던 비잔티움의 군사 장교 한 명의 경험에 대한 이야기로, 수도원을 건축하고 니케포루스 스타브로니키타스라는 자신의 이름을 붙였다고 한다. 하지만, 세 번째 구전에 따르면 수도원의 설립은 니키타스라는 이름의 한 파트리키오스의 공이라고 한다. 동방정교회의 성인 달력에 따라, 그 파트리키오스의 영명축일은 십자가 축일의 다음 날에 기념된다. 그러므로, 그 설화에 따르면, 이 수도원은 그 파트리키오이의 이름에 단어 "스타브로스"(그리스어로 십자가)가 조합된 이름을 지닌다.
구전되는 이름 외에도, 몇몇 고문서에서 이 수도원은 "테오토코스의 수도원"으로 언급되는데, 이 수도원이 처음에는 테오토코스에게 봉헌되었음을 의미한다. 더 자주 접하게 되는 대체 이름은 본래 이름의 변형인 "스타브로니키타의 수도원"이다.

## 역사
그렇게 상호 모순되는 많은 설화들은 이 수도원의 역사적인 기원이 불문명함을 시사한다. 프로토스 니키포로스에 의해 작성된 1012년의 한 문서에 "스타브로니키타에서 온 니키포로스 수사"(그리스어: "Νικηφόρος μοναχός ο του Στραβωνικήτα")라고 이서한 서명이 있고, 1016년의 한 문서에 같은 수사가 "스타브로니키타로부터"(그리스어 "του Σταυρονικήτα")라고 서명했다. 이것들은 늦게는 11세기 전반기에 스타브로니키타 수도원의 존재가 있었음을 암시한다. 고고학자 오트리스 카다스에 의하면, 그것들은 스타브로니키타 수도원이 아토스산에서 조직적인 수도원 생활이 시작된 처음 몇 년 동안에 설립되거나 건축된 수도원들 가운데 하나임을 의미한다고 한다.

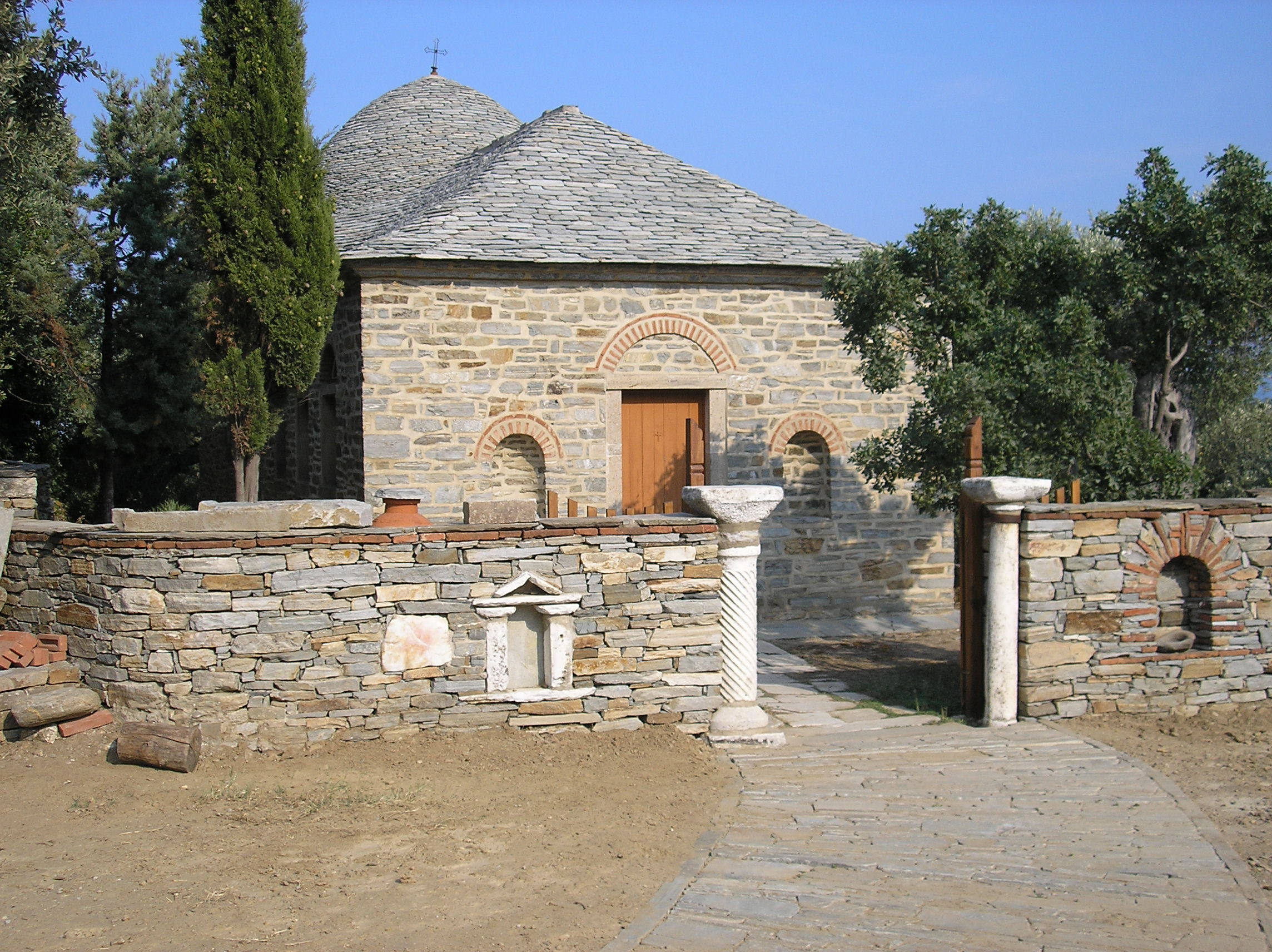
성 데메트리우스 경당, 1770년에 건축됨.

제4차 십자군이 비잔티움 제국 전체에 야기시킨 무시무시한 충돌 뿐만 아니라 거듭되는 해적들의 습격들로 인하여 이 수도원의 역사의 초기 부분은 대략 13세기 전반기 중에 끝났다. 인적이 끊긴 수도원은 처음에 프로토스의 관할권 아래로 들어갔고, 다음에는 쿠틀루무시우 수도원의 관할권 하로, 그 다음에는 필로테우 수도원의 관할권 하에 들어갔으며, 스케테로 구실했다. 1533년에, 필로테우의 수사가 스타브로니키타를 테스프로티아 수도원의 대수도원장인 그레고리오스 기로메리아티스(그리스어:Γρηγόριος Γηρομερειάτης)에게 매도했다. 1536년에, 총대주교 예레미아스 1세에 의한 총대주교 칙령은 아토스산의 수도원들 중에 하나로서의 총인원은 20 명에 달하는 스타브로니키타의 지위를 복권시켰다. 스타브로니키타 수도원은 아토스의 공식적으로 축성받은 마지막 수도원이 되었고 보통은 아토니테 계층제에 추가된 마지막 수도원으로 언급된다.
그레고리오스 기로메리아티스는 결국 테스포르티아에 있는 그의 수도원을 떠나 스타브로니키타에 정착했다. 그 이후 여러 해 동안, 그는 이 수도원을 재건축하고 확장하기 위해서 많은 노력을 기울였다. 그는 이 수도원의 카톨리콘 뿐만 아니라, 담벼락과 많은 수도실들을 건축했다. 그레고리오스가 죽고, 1540년에, 총대주교 예레미아스는 자신이 그레고리오스를 사랑하고 존경하는 마음에서 보수공사를 계속했다. 그 기간 동안의 이 수도원의 비범한 특징은, 대부분의 아토니테 수도원들이 이미 "이디올리틈식"이라고 불리는 독거 수도 생활방식(기독교 수도원주의의 준은수적인 별형)을 대거 채택하고 있었는데 반해, 스타브로니키타는 오랜 뒤에도 공동 수도 방식인 케노비테식 수도원주의의 원칙을 기초로하여 그 역할을 지속했다는 점이다.
그 후의 이 수도원의 역사는 다른 아토니테 수도원들과 비교하면 재산과 수사들의 인구에서 모두 작은 규모를 유지했다는 사실이 두드러진다. 1612년에 아르콘 세르보풀로스, 1628년에 케아의 주민들, 1630년에 토마스 클라도스 그리고, 1727년부터 1741년까지 왈라키아의 대공 알렉산드루 그히카와 같은 중요한 후원자들 뿐만 아니라, 아토니테 공동체들의 반복되는 원조에도 불구하고, 수도원의 발전은 근처의 스케테들과 수도원들, 그 중에서도 특히 쿠틀루무시우 수도원과의 토지 소유권 문제를 놓고 벌어진 싸움들에 의해 그리고 더 중요하게 1607년과 1741년에 스타브로니키타를 전소시켰던 두 차례의 대화재들에 의해 구분적으로 거듭 방해 받았다. 그렇지만, 이 수도원은 성장을 계속했다. 1628년에 카톨리콘이 새로 보수되었고, 1770년에 이 수도원의 묘소에 있는 성 데메트리오스 경당 그리고 대천사 경당과 다섯 명의 순교자들 경당과 같은 몇 채의 경당들을 따라서 이 수도원의 잘 알려진 용수로가 건설되었다.
19세기 초, 그리스 독립 전쟁 기간 동안에, 아토스산 전체와 마찬가지로 스타브로니키타도 가혹한 시간을 겪었다. 오스만 제국이 아토스산을 침공해서 이 곳의 수사들이 뿔뿔이 흩어짐과 동시에, 이 수도원은 전쟁 자금을 원조한 특별 부채로 인해 극심한 경제적인 난관에 봉착했다. 그러므로, 이 수도원도 아토스산의 다른 수도원들처럼 버려졌고 그래서 많은 곳들이 왈라키아, 몰다비아 그리고 다른 국가들의 소유로 넘어갔다. 오스만 군대가 아토스산을 떠난 이후에도 그 상황은 약 십 년간 지속됐고, 살아남은 수사들은 수도원으로 귀환하기 시작했다.
그러나, 1864년, 1874년과 1879년에 발생한 세 번의 대화재로 이 수도원의 번영은 위험에 빠졌다. 이 수도원은 재건축되었지만, 수사들은 다시금 막대한 부채를 지게 되어 인원의 추가 감소를 야기했다. 그 상황은 전에 바토페디의 수사였던 대수도원장 테오필로스의 노력으로 부분적으로는 개선되었다. 대수도원장 바실리오스의 선출과 이 수도원의 공동 수도 방식으로의 복귀는 스타브로티키타에서의 삶의 새로운 임차권을 획득하도록 수도 생활의 회복에 영향을 주었다.

## 건축

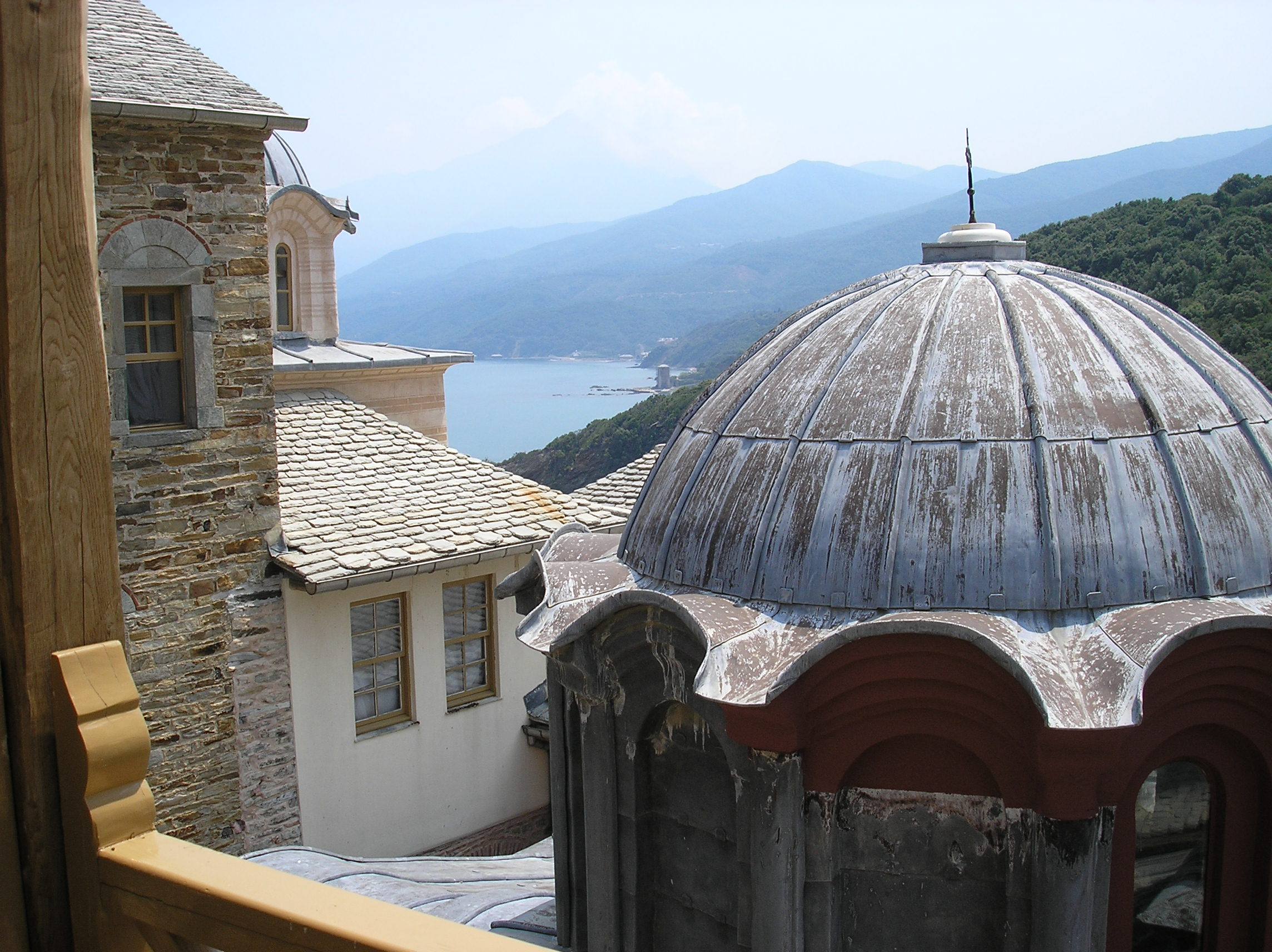
View from the interior of the monastery. At the background, the peak of Athos

스타브로니키타는 아토스산의 모든 수도원들 중에서 크기 면에서 작은편이다. 이 수도원의 중요한 랜드마크들은 정문 쪽에 있는 트레이드마크 탑, 용수로, 그리고 단지의 서쪽 모퉁이 밖에 있는 수도원의 나이 만큼 된 사이프러스 나무이다.
수도원의 카톨리콘은 성 니콜라우스에게 봉헌되었다. 그 건물은 아토스산에 있는 카톨리콘들 중에서 비교적 작은 크기이다. 테오토코스에게 봉헌된 먼저 있던 성당자리에 16세기에 건축되었다. 그 카톨리콘은 유명한 이콘 화가인 크레테의 테오파네스와 그의 아들 시메온이 그린 프레스코화들과 성화벽으로 장식되어 있다. 카톨리콘 외에도, 이 수도원의 식당이 단지의 남측 상층부에 위치해 있고 다소의 중요한 도해법들을 지니고 있다.
20세기의 후반기 동안에, 이 수도원 단지 전체는 대체로 버려져 있었고 서서히 허물어져 가고 있었다. 더구나, 수도원이 건축된 바위는 연달은 지진들로 인해 힘한 손상을 입어 왔다. 그 바위는 천천히 부서지면서 바다 쪽으로 미끄러지고 있었으므로, 수도원의 구조적인 보전의 미래에 대해 우려가 야기됐다.
마케도니아 트라케의 장관의 관할권 하의 국가 기구인 아토니테 유산 보존 센터(그리스어:Κέντρο Διαφύλαξης Αγιορείτικης Κληρονομιάς, 축어: Κε.Δ.Α.Κ)는 이 수도원의 보수와 복원 과업에 착수했다. 1981년부터 1999년까지, 복잡한 공학 기법도 활용하여, 대규모의 보수 작업이 진행되면서 지반이 되는 바위는 안정화되었다.

## 문화재들
이 수도원은 한 그림이 바닷 속 바닥에서 우연히 발견되었을 때, 굴이 성 니콜라우스의 이마에 붙어 있었다고 하여 "스트레디아스"(그리스어: Άγιος Νικόλαος ο Στρειδάς, "굴의 성 니콜라우스")로 널리 알려진 성 니콜라우스의 14세기 성화상을 보존하고 있다. 아토니테 전승에 따르면, 스타브로니키타의 한 수사가 그 굴을 떼어 냈을 때, 성인의 이마에서 피가 났다고 한다.
스타브로니키타는 주목할 만한 이콘들과 성유물들을 소장하고 있다. 이 수도원은 성직자의 의복들, 전례욤품들과 다른 귀중품들도 소유하고 있다. 이 수도원에는 171 권의 필사본들과, 그외에도 58 권의 양피지에 작성된 필사본들이 소장되어 있다. 그 필사본들 중에 일부는 뛰어난 도해와 장식을 지닌다.

## 참고 문헌
- Kadas, Sotiris. 《The Holy Mountain》 (그리스어). Athens: Ekdotike Athenon. ISBN 960-213-199-3.
- Harkiolakis, Nikolaos. 《Tradition and Evolution of the Architecture of the Stavronikita Holy Monastery》 (그리스어). Mount Athos: Stavronikita monastery. ISBN 960-86507-0-4.